# 水田美意子
水田 美意子（みずた みいこ、1992年8月28日 -）は、日本の小説家、推理作家。大阪府生まれ。

## 人物・経歴
12歳（中学1年生）のときに書いた「殺人ピエロの孤島同窓会」が、第4回『このミステリーがすごい!』大賞の特別奨励賞および読者賞を受賞し、2006年（中学2年生）に、プロ作家としてデビューした。同コンテストでは史上最年少での受賞であり、特別奨励賞という賞が設けられたのはこの1回限りである。

## 作品リスト

### 長編
- 『殺人ピエロの孤島同窓会』（宝島社、2006年3月）
  - 文庫版 （宝島社文庫、2008年5月）
- 『着ぐるみデパート・ジャック』（宝島社、2008年9月）
  - 『爆弾テロリスト灰色パンダ』（改題と加筆修正を施し文庫化、宝島社文庫、2013年2月）

### 寄稿した掌編・短編
- 「七月七日に逢いましょう」 - 『10分間 (じゅっぷんかん) ミステリー』（『このミステリーがすごい!』大賞編集部 編、宝島社文庫、2012年2月）
  - 『10分間ミステリーTHE BEST』（『このミステリーがすごい!』大賞編集部 編、宝島社文庫、2016年9月）再録。
- 「ひと駅間の隠し場所」 - 『5分で読める! ひと駅ストーリー 降車編』（『このミステリーがすごい!』大賞編集部 編、宝島社文庫、2012年12月）
- 「私の彼は男前」 - 『もっとすごい! 10分間ミステリー』（『このミステリーがすごい!』大賞編集部 編、宝島社文庫、2013年5月）
- 「占いの館」 - 『5分で読める! ひと駅ストーリー 夏の記憶 西口編』（『このミステリーがすごい!』大賞編集部 編、宝島社文庫、2013年7月）
- 「雪のせい」 - 『5分で読める! ひと駅ストーリー 冬の記憶 西口編』（『このミステリーがすごい!』大賞編集部 編、宝島社文庫、2013年12月）
- 「猫の密室」 - 『5分で読める! ひと駅ストーリー 猫の話』（『このミステリーがすごい!』大賞編集部 編、宝島社文庫、2014年9月）
- 「うどんをゆでるあいだに」 - 『5分で読める! ひと駅ストーリー 食の話』』（『このミステリーがすごい!』大賞編集部 編、宝島社文庫、2015年10月）